# 시간을 달리는 소녀 (드라마)
《시간을 달리는 소녀》(일본어: 時をかける少女 토키오카케루쇼조[*])는 츠츠이 야스타카의 주브나일 SF 소설 《시간을 달리는 소녀》를 원작으로 한 텔레비전 드라마화 작품이다.

## 1972년판
《타임 트래블러》(일본어: タイム・トラベラー)의 타이틀로, NHK에서 1972년 1월 1일부터 2월 5일까지 방송되었다.
속편 《속 타임 트래블러》는 1972년 11월 4일 ~ 12월 2일까지 방송되었다.

### 캐스트
- 요시야마 카즈코 - 시마다 준코
- 켄 소고루/후카마치 카즈오 - 키노시타 키요시

### 스태프
- 원작 - 츠츠이 야스타카 《시간을 달리는 소녀》
- 각본 - 이시야마 토오루
- 연출 - 사토 카즈야 외
- 음악 - 타카이 타츠오

## 1985년판
후지 TV에서 1985년 11월 4일에 방송되었다.

### 캐스트
- 요시야마 카즈코 - 미나미노 요코

## 1994년판
후지 TV에서 1994년 2월 19일부터 3월 19일까지 방송되었다.

## 2002년판
TBS에서 《모닝구무스메. 신춘! LOVE 스토리즈》로 방송되었다.

## 2016년판
닛폰 TV에서 2016년 7월 9일부터 8월 6일까지 방송되었다. 주연은 쿠로시마 유이나.

### 캐스트
- 요시야마 미하네 - 쿠로시마 유이나
- 후카마치 쇼헤이/켄 소고루 - 키쿠치 후마 (Sexy Zone)
- 아사쿠라 고로 - 타케우치 료마
- 조이 - 요시모토 미유
- 야노 카즈타카 - 카토 시게아키 (NEWS)

### 스태프
- 원작 - 츠츠이 야스타카 《시간을 달리는 소녀》
- 각본 - 와타나베 료헤이
- 음악 - 이케 요시히로
- 주제가 - AKB48 〈LOVE TRIP〉 (킹레코드)
- 엔딩 테마 - NEWS 〈사랑을 모르는 너에게〉 (쟈니즈 엔터테인먼트)
- 연출 - 이와모토 히토시, 시게야마 요시노리
- 치프 프로듀서 - 마츠오카 이타루
- 프로듀서 - 마츠모토 쿄코, 난바 토시아키 (AXON)
- 제작 협력 - AXON
- 제작 저작 - 닛폰 TV

### 방송 일자
| 각 화                                                      | 방송일         | 부제                                                                 | 연출              | 시청률 |
| ---------------------------------------------------------- | -------------- | -------------------------------------------------------------------- | ----------------- | ------ |
| 제1화                                                      | 2016년 7월 9일 | 이 여름 최고로 애달픈 금단의 사랑!                                   | 이와모토 히토시   | 9.4%   |
| 제2화                                                      | 7월 16일       | 죽은 소녀의 마음을 전하고 싶어… 시간을 넘는 눈물의 첫사랑            | 이와모토 히토시   | 6.6%   |
| 제3화                                                      | 7월 23일       | 네가 좋아! 미래로부터의 사랑 고백…최악의 키스                        | 시게야마 요시노리 | 4.6%   |
| 제4화                                                      | 7월 30일       | 충격과 눈물의 라스트에 다가오는 죽음의 그림자… 목숨 건 한결같은 사랑 | 이와모토 히토시   | 5.1%   |
| 최종화                                                     | 8월 6일        | AKB도 생 라이브로 응원! 목숨 건 금단의 사랑 호읍 라스트              | 이와모토 히토시   | 6.6%   |
| 평균 시청률 6.7% (시청률은 칸토 지구·비디오 리서치사 조사) |                |                                                                      |                   |        |

- 첫회 20분 확대.

| 닛폰 TV 계열 토요드라마                 | 닛폰 TV 계열 토요드라마                  | 닛폰 TV 계열 토요드라마                         |
| 이전 작품                               | 작품명                                   | 다음 작품                                       |
| --------------------------------------- | ---------------------------------------- | ----------------------------------------------- |
| 저승사자입니다. (2016.4.23 ~ 2016.6.18) | 시간을 달리는 소녀 (2016.7.9 ~ 2016.8.6) | THE LAST COP/라스트 캅 (2016.10.8 ~ 2016.12.10) |